# Lijst van rijksmonumenten in Hei- en Boeicop
De plaats Hei- en Boeicop telt 21 inschrijvingen in het rijksmonumentenregister. Hieronder een overzicht.
| Object | Oorspronkelijke functie?  | Bouwjaar                                                        | Architect | Locatie                      | Coördinaten?                 | Nr.?   | Afbeelding        |
| --- | ------------------------- | --------------------------------------------------------------- | --------- | ---------------------------- | ---------------------------- | ------ | ----------------- |
| Boerderij, onder rieten wolfdak en met gepleisterde voorgevel. In de rechter zijgevel onder een opgewipt dak twee vensters met luiken en 20-ruitsroedenverdeling in de schuiframen | Boerderij                 | waarschijnlijk 18e eeuw                                         |           | Hei- en Boeicopseweg 11      | 51° 56' 34" NB, 5° 5' 25" OL | 21324  | Meer afbeeldingen |
| Boerderij, onder rieten wolfdak. In de gepleisterde voorgevel vensters met luiken en een zoldervenster met half kruiskozijn en onderluiken. Links een opkamer | Boerderij                 | 18e eeuw                                                        |           | Hei- en Boeicopseweg 21      | 51° 56' 36" NB, 5° 5' 11" OL | 21325  | Meer afbeeldingen |
| Kleine boerderij, onder hoog met riet gedekt wolfdak. Voorgevel met vlechtingen en vensters met luiken | Boerderij                 | 18e eeuw                                                        |           | Hei- en Boeicopseweg 24      | 51° 56' 38" NB, 5° 5' 11" OL | 21326  | Meer afbeeldingen |
| Boerderij, met rieten wolfdak en voorgevel met vlechtingen. Links een opkamer. Vensters met vier- en zesruitsramen en luiken. In de rechter zijgevel twee vensters met luiken en twaalfruitsramen | Boerderij                 | ca. 1800                                                        |           | Hei- en Boeicopseweg 26      | 51° 56' 39" NB, 5° 5' 10" OL | 21328  | Meer afbeeldingen |
| Gepleisterde boerderij, met puntgevel en rieten zadeldak. In de voorgevel vensters met luiken en schuiframen, waarin twaalf- en zesruitsroedenverdeling. Gepotdekselde houten schuur en roedenberg | Boerderij                 | 18e eeuw                                                        |           | Hei- en Boeicopseweg 40      | 51° 56' 42" NB, 5° 5' 1" OL  | 21329  | Meer afbeeldingen |
| Nederlands Hervormde Kerk | Kerk en kerkonderdeel     | ca. 1300 (gesticht) 15e eeuw (uitgebreid) 16e eeuw (uitgebreid) |           | Hei- en Boeicopseweg 46      | 51° 56' 42" NB, 5° 4' 54" OL | 21330  | Meer afbeeldingen |
| Boerderij, onder rieten wolfdak met hogere stal. In de voorgevel, die gepleisterd is, vensters met luiken en zesruitsschuiframen. Zoldervenster met half kruiskozijn en luikje | Boerderij                 | 18e eeuw                                                        |           | Hei- en Boeicopseweg 55      | 51° 56' 41" NB, 5° 4' 47" OL | 21331  | Meer afbeeldingen |
| Boerderij op T-vormige plattegrond, waarvan alleen het linker gedeelte van het woonhuis voor bescherming in aanmerking komt. Zadeldak met puntgevel, voorzien van vlechtingen; vensters met halve kruiskozijnen en onderluiken. In de ramen kleine roedenverdeling. Sierankers. Achter het woongedeelte een uitbouw met puntgevel, waarin vensters met kleine roedenverdeling.              | Boerderij                 | 17e eeuw                                                        |           | Hei- en Boeicopseweg 57      | 51° 56' 42" NB, 5° 4' 46" OL | 21332  | Meer afbeeldingen |
| Boerderij, onder rieten wolfdak. De voorgevel heeft vlechtingen, en vensters met luiken en kleine roedenverdeling in de ramen | Boerderij                 | 18e eeuw                                                        |           | Hei- en Boeicopseweg 65      | 51° 56' 42" NB, 5° 4' 42" OL | 21333  | Meer afbeeldingen |
| Kleine boerderij, onder rieten wolfdak met aan de linkerzijde een tot dicht bij de grond doorlopend dakschild. Vensters met luiken | Boerderij                 | 18e eeuw                                                        |           | Hei- en Boeicopseweg 73      | 51° 56' 43" NB, 5° 4' 40" OL | 21335  | Meer afbeeldingen |
| Boerderij, met tot puntgevel gewijzigde oorspronkelijke trapgevel, bekroond door een gebeeldhouwde wapenleeuw. Links een opkamer. Vensters met geblokte ontlastingsbogen, luiken en schuiframen. Zeven sierankers. De boerderij wordt gedekt door een zadeldak en heeft in de linker zijgevel van de stal dubbele inrijdeuren onder een uitgebouwd zadeldakje. Gepotdekselde houten schuren | Boerderij                 | midden 17e eeuw                                                 |           | Hei- en Boeicopseweg 80      | 51° 56' 46" NB, 5° 4' 23" OL | 21336  | Meer afbeeldingen |
| Boerderij onder rieten wolfdak en met gepleisterde voorgevel. In de benedenverdieping vensters met luiken en zesruitsschuiframen | Boerderij                 | 1662                                                            |           | Hei- en Boeicopseweg 92      | 51° 56' 50" NB, 5° 4' 13" OL | 21337  | Meer afbeeldingen |
| Boerderij onder rieten wolfdak | Boerderij                 | 17e eeuw                                                        |           | Hei- en Boeicopseweg 104-108 | 51° 56' 52" NB, 5° 4' 5" OL  | 21338  | Meer afbeeldingen |
| Boerderij, met omlopend rieten dak en links een opkamer. Deur getoogd en gesneden kalf | Boerderij                 | 17e eeuw                                                        |           | Hei- en Boeicopseweg 119     | 51° 56' 49" NB, 5° 4' 9" OL  | 21339  | Meer afbeeldingen |
| Boerderij, met half schilddak, dat links aansluit tegen een puntgevel. Vensters met geblokte strekken en ontlastingsbogen. Sierankers | Boerderij                 | 17e eeuw                                                        |           | Hei- en Boeicopseweg 134     | 51° 56' 55" NB, 5° 3' 48" OL | 21340  | Meer afbeeldingen |
| Boerderij, onder rieten wolfdak en met in de voorgevel vensters met luiken en 20-ruitsschuiframen | Boerderij                 | 18e eeuw                                                        |           | Hei- en Boeicopseweg 143     | 51° 56' 55" NB, 5° 3' 32" OL | 21341  | Meer afbeeldingen |
| Boerderij, onder rieten wolfdak. In de voorgevel een venster met geblokte, accoladevormige ontlastingsboog. Zesruitsschuiframen | Boerderij                 | 17e eeuw                                                        |           | Hei- en Boeicopseweg 163     | 51° 56' 55" NB, 5° 3' 17" OL | 21342  | Meer afbeeldingen |
| Boerderij onder half schilddak, dat aan de rechterzijde aansluit tegen een trapgevel. Deur met ontlastingsboog en in het deurkalf het gesneden jaartal. Rechts een opkamer, waarin de latere vensters ontlastingsbogen uit de bouwtijd | Boerderij                 | 1769                                                            |           | Hei- en Boeicopseweg 168     | 51° 56' 58" NB, 5° 3' 10" OL | 21343  | Meer afbeeldingen |
| Hoekmolen | Industrie- en poldermolen | onbekend / 2004                                                 |           | Kanaaldijk 19                | 51° 56' 16" NB, 5° 2' 37" OL | 21344  | Meer afbeeldingen |
| Terrein waarin sporen van bewoning | Archeologisch monument    | Romeinse Tijd                                                   |           | Nederboeicopper Wetering     | 51° 56' 56" NB, 5° 5' 16" OL | 47110  | Upload foto       |
| Boerderij van het hallehuistype met middenlangsdeel | Boerderij                 | 1911                                                            |           | Hei- en Boeicopseweg 14      | 51° 56' 38" NB, 5° 5' 36" OL | 515488 | Meer afbeeldingen |